# Dienst 's Lands Bosbeheer
De Dienst 's Lands Bosbeheer (LBB) is een Surinaamse overheidsinstelling. Het is een onderdeel van het ministerie van Ruimtelijke Ordening, Grond- en Bosbeheer (RGB). De dienst werd in 1947 opgericht om zich bezig te houden met het handhaven van de biodiversiteit in Suriname.
De dienst is met name belast met de bescherming en het beheer van natuurgebieden. Op grond van de Natuurbeschermingswet 1954 is het bijvoorbeeld verboden zonder toestemming van LBB te kamperen, hout te kappen of te jagen in deze gebieden. De controle op het duurzaam bosbeheer ligt bij de Stichting voor Bosbeheer en Bostoezicht (SBB), een in 1998 door het Ministerie van Natuurlijke Hulpbronnen ingesteld orgaan dat sinds 2000 namens de LBB handelt.
LBB houdt kantoor in het pand van het ministerie van RGB in de Cornelis Jongbawstraat 10-12 te Paramaribo.